# Polské fotbalové mistrovství 1923
Čtvrtý ročník Mistrzostwa Polski w piłce nożnej (Polského fotbalového mistrovství) se konal od 12. srpna do 4. listopadu 1923.
Soutěže se zúčastnilo opět osm klubů ve dvou skupinách po čtyřech. Vítězem se stal obhájce z minulého ročníku Pogoń Lvov, který porazil ve třech utkání Wislu Krakov 3:0, 1:1 a 2:1 v prodloužení.